# Becks kognitive triade
 For alternative betydninger, se Triade.
Becks kognitive triade er en triade af former for negativ tankegang som er til stede i depression, fremsat af Aaron Beck i 1974. Triaden er en del af hans kognitive teori om depression, og er central i kognitiv terapi sammen med skemaer og kognitive forvrængninger.
Triaden involverer negative tanker omkring:
1. Selvet
2. Verden/omgivelserne
3. Fremtiden